# محمد سیلا (بازیکن فوتبال، زاده ۱۹۹۳)
محمد سیلا (انگلیسی: Mohamed Sylla؛ زادهٔ ۱ دسامبر ۱۹۹۳) بازیکن فوتبال است.
از باشگاه‌هایی که در آن بازی کرده‌است می‌توان به باشگاه فوتبال اولدهام اتلتیک اشاره کرد.